# 82 Alkmena
82 Alkmena (mednarodno ime 82 Alkmene, starogrško starogrško Aλκμήνη: Alkméne) je asteroid tipa S v glavnem asteroidnem pasu. 

## Odkritje
Asteroid je odkril Karl Theodor Robert Luther (1822 – 1900) 27. novembra 1864.. Asteroid je poimenovan po Alkmeni, materi Herakleja iz grške mitologije.

## Lastnosti
Asteroid Terpsihora obkroži Sonce v 4,59 letih. Njegova tirnica ima izsrednost 0,224, nagnjena pa je za 2,833° proti ekliptiki. Njegov premer je 61,0 km, okrog svoje osi pa se zavrti v12,999 urah .

## Naravni sateliti
S pomočjo svetlobnih krivulj so ugotovili, da bi asteroid Alkmena lahko imel naravni satelit (luno) .